# Tricondyloides inermis
Tricondyloides inermis es una especie de escarabajo longicornio del género Tricondyloides, tribu Parmenini, familia Cerambycidae. Fue descrita científicamente por Breuning en 1939.
Se distribuye por Oceanía: Nueva Caledonia. Mide 4,5 milímetros de longitud.